# کانتربری شماره ۲ – داستان‌های عاشقانه جدید سده چهاردهم

صحنه‌ای از فیلم.

کانتربری شماره ۲ – داستان‌های عاشقانه جدید سده چهاردهم (ایتالیایی: Canterbury n° 2 - Nuove storie d'amore del '300) که با نام حکایت‌های کانتربری (انگلیسی: Tales of Canterbury) هم شناخته می‌شود، یک فیلم کمدی به کارگردانی روبرتو لویولا است که در سال ۱۹۷۳ منتشر شد.

## گزیدهٔ فیلم‌شناسی
- پاتریتسیا آدیوتوری
- ریک باتالیا
- فدریکو بوئیدو
- دادا گالوتی
- گرتا ویان
- دالیا دی لاتسارو
- الکس ریبار